# Trasporto aereo tattico
Con questo termine si indica una modalità di trasporto aereo militare relativo a passeggeri e materiali all'interno di un Teatro operativo o dentro i confini nazionali di uno Stato, con particolare riferimento alle seguenti operazioni:
- aviolancio (rilascio da un velivolo di uomini o mezzi dotati di paracadute), sia ad alta che a bassissima quota;
- supporto logistico per via aerea (rifornimento di truppe o di materiali);
- missioni speciali (operate da Forze speciali);
- missioni di evacuazione aeromedica tattica (estrazione di militari feriti dalla zona di Operazioni e loro trasporto al Centro Medico situato nel Teatro operativo).

Tale modalità di trasporto è attuato da velivoli da trasporto progettati e realizzati esclusivamente per questo impiego che, per questo motivo, sono denominati aerei da trasporto tattico.

Una delle particolarità di tale modalità di trasporto è la possibilità di utilizzare piste di volo di limitata lunghezza ed anche semipreparate.

Con le modificazioni intervenute nella dottrina logistica militare occidentale (USA, NATO e anche italiana) successivamente all'11 settembre 2001 ed attuate in relazione alle Operazioni militari inserite nella Guerra al Terrorismo, significato simile è stato assegnato al nuovo concetto di "trasporto infra-teatro", in inglese "intra-theatre movement", usato in contrapposizione al "trasporto inter-teatro", in inglese "inter-theatre movement". 

Ciò in un quadro in cui il mondo del trasporto militare è adesso considerato come un "sistema di trasporto militare", in cui operano in modo sinergico e flessibile componenti diverse dirette e coordinate da un unico Comandante di Teatro operativo.

Tale nuovo concetto si differenzia da quello di "trasporto aereo tattico" in quanto i velivoli utilizzati in tale nuovo ruolo non sono più necessariamente gli aerei da trasporto tattico propriamente detti ma sempre più correntemente si ricorre a velivoli più pesanti (C-130) o, addirittura ad aerei da trasporto strategico, come l'Antonov An-124 e l'Ilyushin Il-76.

Per operare in questo nuovo scenario dottrinale, caratterizzato dall'eliminazione di ogni barriera concettuale tra trasporto aereo tattico e trasporto aereo strategico sono stati sviluppati velivoli ad hoc, gli "aerei da trasporto tattico con capacità strategica", come il Boeing C-17, la cui caratteristica fondamentale è, appunto, la flessibilità di impiego operativo, che gli consente, per esempio, di trasportare un carico unitario anche di 70 tonnellate su una tratta di 6.000 km atterrando su una striscia di atterraggio semipreparata di meno di 1.000metri di lunghezza.